# Semiz Ahmed Pascià
Semiz Ahmed Pascià (turco ottomano: سيمز أحمد پاشا; 1492 – Costantinopoli, 27 aprile 1580) è stato un politico ottomano, gran visir dell'Impero ottomano dal 13 ottobre 1579 fino alla sua morte il 27 aprile 1580..

## Biografia
Sebbene non si sappia molto sui primi anni di vita di Semiz Ahmed Pasha, nato nel 1492, è stato riferito che era di origine albanese.
Successe a Sokollu Mehmed Pascià come Gran Visir dell'Impero ottomano il 13 ottobre 1579.

## Matrimonio e discendenza
Il 27 novembre 1557, Semiz Ahmed Pascià sposò Ayşe Hümaşah Sultan, figlia del gran visir ottomano Rüstem Pascià e Mihrimah Sultan, unica figlia di Solimano il Magnifico e Hürrem Sultan.
Ebbero dieci figli, cinque maschi e cinque femmine:

### Figli
- Sultanzade Mahmud Pascià (morto nel 1602, sepolto nella Moschea di Mihrimah Sultan) Sanjak-bey di Kastamonu e Nakhchivan.
- Sultanzade Mehmed Bey (morto nel 1605, sepolto nella Moschea di Mihrimah Sultan) sanjak-bey dell'Erzegovina.
- Sultanzade Şehid Mustafa Pascià (morto nel 1593, sepolto nella Moschea di Mihrimah Sultan) sanjak-bey di Clissa;
- Sultanzade Osman Bey (morto nel 1598, sepolto nella Moschea di Mihrimah Sultan) Sanjak-bey di Karahisar.
- Sultanzade Abdurrahman Bey (morto nel 1596, sepolto nella Moschea Mihrimah Sultan). Sposò sua nipote Ayşe Hanım, figlia di sua sorella Saliha e di Cığalazade Yusuf Sinan Pasha e ebbe da lei un figlio, Semiz Mehmed Pasha.

### Figlie
- Saliha Hanımsultan (1561-1580, sepolta nella Moschea di Mihrimah Sultan) Si sposò nell'ottobre 1576 con Cığalazade Yusuf Sinan Pascià; Ebbe un figlio, Mahmud Pasha (che sposò Hatice Sultan, figlia di Mehmed III), e una figlia, Ayşe Hanım (che sposò suo zio materno, Sultanzade Abdurrahman Bey). Sua nonna Mihrimah Sultan spese per il suo matrimonio 70.000 monete d'oro.
- Safiye Hanımsultan (sepolta nella Moschea di Mihrimah Sultan) Sposò Cığalazade Yusuf Sinan Pascià nel marzo 1581, dopo la morte di sua sorella. Ebbe due figli, Mehmed Bey e Hüseyn Bey, e una figlia.
- Hatice Hanımsultan. Sposò Kapıcıbaşı Mahmud Bey nel dicembre 1584. Inizialmente Mahmud avrebbe dovuto sposare Ayşe Sultan, nipote della sua protettrice Nurbanu Sultan, ma dopo la sua morte nel 1583, la madre della sposa, Safiye, lo sposò invece ad Hatice, cosicché potesse sposare la figlia a un candidato di sua scelta.
- Ayşe Hanımsultan.
- Fatma Hanımsultan, sposata nel marzo 1596 con Yenemli Hasan Pasha. Ebbe due figli e una figlia.

## Morte
Semiz Ahmed Pasha è morto il 27 aprile 1580 ed è stato sepolto nella moschea di Mihrimah Sultan a Edirnekapı.